# Акбулацький сільський округ (Маркакольський район)
Акбула́цький сільський округ (каз. Ақбұлақ ауылдық округі, рос. Акбулакский сельский округ) — адміністративна одиниця у складі Маркакольського району Східноказахстанської області Казахстану. Адміністративний центр — село Акбулак.
Населення — 243 особи (2021; 738 у 2009, 2083 у 1999, 2925 у 1989).
Станом на 1989 рік існувала Горнівська сільська рада (села Горне, Майтерек, Прирічне, Сєверне, Южне). Село Майтерек було ліквідовано 2014 року. 2019 року було ліквідовано село Алтай.

## Склад
До складу округу входять такі населені пункти:
| Населений пункт        | Старі назви | Населення, осіб (1989) | Населення, осіб (1999) | Населення, осіб (2009) | Населення, осіб (2021) |
| ---------------------- | ----------- | ---------------------- | ---------------------- | ---------------------- | ---------------------- |
| Акбулак, село          | Горне       | 1664                   | 1154                   | 363                    | 183                    |
| --Алтай, село          | Прирічне    | 355                    | 223                    | 120                    | 1                      |
| Кунгей-Бокенбай, село  | Южне        | 329                    | 244                    | 109                    | 13                     |
| Майтерек, село         | -           | 182                    | 168                    | 31                     | -                      |
| Терскей-Бокенбай, село | Сєверне     | 395                    | 294                    | 115                    | 46                     |